# DC Liga dos Super Pets
DC League of Super-Pets (bra: DC Liga dos SuperPets); (ptpt: DC Liga dos Super-Pets) é um filme estadunidense de animação digital de super-heróis, ação e aventura produzido pelo Warner Animation Group, DC Films, Seven Bucks Productions e A Stern Talking To, e distribuído pela Warner Bros. Pictures. O filme é dirigido por Jared Stern e Sam Levine (em sua estreia na direção de longas-metragens) a partir de um roteiro de Stern e John Whittington.
DC League of Super-Pets foi lançado nos cinemas dos Estados Unidos em 29 de julho de 2022.

## Elenco
- Dwayne Johnson como Krypto, o Supercão, o cachorro do Superman.[2]
  - Johnson também dubla Adão Negro e seu cão Anúbis na cena pós-creditos.
- Kevin Hart como Ace, o Bat-Cão, o cachorro do Batman.[3]
- Kate McKinnon como Lulu, uma cobaia sem pelos.[4]
- John Krasinski como Clark Kent/Superman, um super-herói de Krypton que protege Metrópolis.
- Vanessa Bayer como PB, uma porca barriguda que adquire o poder de crescer em escala.
- Natasha Lyonne como Merton, uma tartaruga que adquire super-velocidade.[5] [6]
- Diego Luna como Chip, um esquilo que adquire poderes elétricos.
- Keanu Reeves como Bruce Wayne/Batman, um vigilante que protege Gotham City e o dono de Ace.[7]
- Marc Maron como Lex Luthor, o CEO da LexCorp e arqui-inimigo do Superman.
- Dascha Polanco como Jessica Cruz/Lanterna Verde, um membro da Tropa dos Lanternas Verdes e dona de Chip.[8]
- Thomas Middleditch e Ben Schwartz como  Keith and Mark, duas cobaias que adquirem poderes de criocinese e pirocinese, respectivamente.[9]
- Jameela Jamil como Diana Prince/Mulher Maravilha, a princesa das amazonas e heroína de Temiscira, que adota PB.
- Jemaine Clement como Arthur Curry / Aquaman, o rei de Atlântida que adota Keith.[10]
- John Early como Barry Allen / The Flash, um herói velocista de Central City, que adota Merton.[11]
- Daveed Diggs como Victor Stone / Cyborg, um ex-atleta com aperfeiçoamentos cibernéticos que adota Mark.

A dublagem brasileira inclui Priscilla Alcântara como PB e Marco Luque como Chip.

## Produção
Em julho de 2018, Jared Stern foi contratado pelo Warner Animation Group para escrever e dirigir um filme de animação digital baseado em Legion of Super-Pets. Em janeiro de 2019, Sam Levine foi posteriormente contratado como co-diretor, com Patricia Hicks como produtora.
Em maio de 2021, foi anunciado que Dwayne Johnson estrelaria o filme como a voz de Krypto, o Supercão, com outros atores de lista-A em negociações para co-estrelar. Além de estrelar o filme, ele, ao lado de Dany Garcia, Hiram Garcia e Stern, se juntaram a Hicks como produtores; enquanto John Requa, Glenn Ficarra e Nicholas Stoller seriam produtores-executivos.
Em junho de 2021, o resto do elenco foi anunciado, com Kevin Hart para dar voz para Ace, o Bat-Cão. Na semana seguinte, Jameela Jamil se juntou ao elenco. Em setembro de 2021, Marc Maron se juntou ao elenco como a voz de Lex Luthor. Em novembro do mesmo ano, papéis adicionais foram revelados como: Chip, o esquilo da Lanterna Verde (Diego Luna); Merton, a tartaruga do Flash (Natasha Lyonne); PB, Porco da Mulher-Maravilha (Vanessa Bayer) e Superman (John Krasinski), e adições mais recentes ao elenco, Thomas Middleditch e Ben Schwartz. 

### Animação
A animação do filme foi fornecida pela Animal Logic.

## Música
A trilha sonora original do filme foi composta por Steve Jablonsky.

## Marketing
Um teaser de 10 segundos foi apresentado no evento DC FanDome em agosto de 2020.

## Lançamento
DC Super Pets foi lançado nos cinemas dos Estados Unidos em 29 de julho de 2022, pela Warner Bros. Pictures.  Foi provisoriamente agendado para 21 de maio de 2021 e 20 de maio de 2022.  Ele foi lançado no HBO Max 45 dias após seu lançamento nos cinemas nos Estados Unidos.
No Brasil, o filme estreou em 28 de julho de 2022.
Em Portugal, o filme estreou em 28 de julho de 2022.

## Vídeo game
Um videogame baseado em filme intitulado DC League of Super-Pets: The Adventures of Krypto and Ace foi anunciado durante DC FanDome, a ser lançado na primavera de 2022 nos Estados Unidos.